# Mohay Sándor
Mohay Sándor (Marosvásárhely, 1851. június 3. – Budapest, 1905. január 19.) jogi doktor, országgyűlési képviselő, ügyvéd, igazságügyminiszteriumi államtitkár.

## Élete
Erdélyi nemes családból származott. Középiskoláit Gyulafehérvárt, jogi tanulmányait pedig 1873-ban a budapesti egyetemen végezte és ugyanezen évben ügyvédi oklevelet nyert; ez időtől fogva Gyulafehérvárt mint gyakorló ügyvéd működött. 1876-tól az erdélyi püspöki uradalomnak, később a gyulafehérvári római katolikus káptalannak is ügyvédje volt és képviselővé választásáig a gyulafehérvári ügyvédi kamara titkári tisztét viselte. Tagja volt Alsó-Fehérmegye törvényhatósági és közigazgatósági bizottságának sat. 1883-tól 1893-ig az Erdélyi Római Katolikus Státus gyűlésein az ügyek előkészítésére kiküldött bizottság előadója, 1889-től pedig a Státus igazgatótanácsának tagja. 1886. januárban a gyulafehérvári kerület egyhangúlag választotta képviselővé és ezután mindig ezen kerületet képviselte. A Szabadelvű Párt soraiban foglalt helyet. Tagja és több ízben előadója volt a mentelmi és összeférhetlenségi bizottságoknak. Jegyzője az igazságügyi bizottságnak és több javaslatnak előadója. Tagja a bányatörvény kodifikációjára kiküldött szakbizottságnak. Élénk részt vett a kormány által bányajogi és erdélyi birtokrendezési kérdésekben, nem különben a büntetőtörvény módosítása és a polgári perrendtartás tervezetének megvitatása céljából összehívott szaktanácskozásokban. 1894-től tagja a közös ügyek tárgyalására kiküldött országos bizottságnak. 1902. február 7-én ő felsége az igazságügyminisztériumhoz államtitkárrá nevezte ki.
Cikke a Jogtudományi Közlönyben (1888. Adalékok az italmérési jog természetéhez) sat.
Országgyűlési beszédei a Naplókban (1886 óta) vannak.